# Мёльгг, Мануэла
Мануэла Мёльгг (итал. Manuela Moelgg, род. 28 августа 1983 года, Брунико) — итальянская горнолыжница, многократный призёр этапов Кубка мира, участница трёх Олимпийских игр и семи чемпионатов мира. Специализировалась в слаломных дисциплинах. Младшая сестра горнолыжника Манфреда Мёльгга.
В Кубке мира Мёльгг дебютировала в 2000 году, в ноябре 2004 года первый раз попала в тройку лучших на этапе Кубка мира. Всего за карьеру имеет 14 попаданий в тройку лучших на этапах Кубка мира: 12 в гигантском слаломе и 2 в слаломе. Входит в 10-ку лучших по количеству подиумов за карьеру в Кубке мира среди итальянских горнолыжниц. Лучшим достижением Мануэлы в общем зачёте Кубка мира является 15-е место в сезоне 2008/09. В сезоне 2007/08 заняла третье место в зачёте гигантского слалома (после Дениз Карбон и Элизабет Гёргль).
На Олимпиаде-2006 в Турине стала 19-й в слаломе, кроме того стартовала в гигантском слаломе но не смогла финишировать.
На Олимпиаде-2010 в Ванкувере стартовала в двух дисциплинах: гигантский слалом — 17-е место, слалом — 11-е место.
Пропустила Олимпийские игры 2014 года из-за травмы.
На Олимпийских играх 2018 года в Пхёнчхане лидировала после первой попытки в гигантском слаломе, опережая Микаэлу Шиффрин на 0,20 сек, но во второй попытке показала только 23-й результат и в итоге заняла 8-е место. В слаломе заняла 23-е место.
За свою карьеру участвовала в семи чемпионатах мира, лучший результат — 6-е место в слаломе и гигантском слаломе на чемпионате 2011 года и 6-е место в гигантском слаломе на чемпионате мира 2017 года.
Завершила карьеру в марте 2018 года вскоре после Олимпийских игр в Пхёнчхане.
Использовала лыжи производства фирмы Rossignol.